# Biblioteca Estatal y Universitaria de Gotinga
La Biblioteca Estatal Bajosajona y Universitaria en Gotinga (SUB Göttingen) es una de las bibliotecas más grandes de la República Federal de Alemania y una de las más innovadoras, con unos fondos de 8 millones de unidades en diversos soportes.

## Historia
La biblioteca fue fundada en 1734, tres años después de la fundación de la universidad. Su primer director fue Johann Matthias Gesner, quien ocupó el cargo hasta su muerte en 1763. Este fue sucedido por Christian Gottlob Heyne, quien ostentó el cargo hasta su muerte en 1812. Bajo su mandato, la biblioteca creció en tamaño y reputación; hasta ser una de las mejores bibliotecas académicas del mundo, debido a los innovadores métodos de catalogado de Heyne y a su agresiva política de adquisiciones internacionales.